# 2-я Красноармейская улица (Санкт-Петербург)
2-я Красноарме́йская улица — улица в Адмиралтейском районе Санкт-Петербурга. Проходит от Московского до Измайловского проспекта.

## История названия
С середины XVIII века известно название улицы как 2-я Рота. Параллельно существовали названия 2-я Измайловская улица, 2-я Рота Измайловского полка.
Современное название 2-я Красноармейская улица присвоено 6 октября 1923 года в честь Красной Армии с целью утверждения советской терминологии и в противовес прежнему названию.

## История
Улица возникла в середине XVIII века, как улица для расположения 2-й роты Измайловского лейб-гвардии полка.

«…велено на полки Гвардии, вместо казарм, построить слободы… со всяким поспешением в нынешнем 1740 году… Измайловскому назначили… строить за Фонтанкою, позади обывательских домов, зачав строить от самой проспективой, которая лежит Сарскому Селу (теперь Московский проспект) на правую сторону вниз по оной речке»— «О строении слобод для Измайловского полка», Указ императрицы Анны Иоановны от 2 мая 1740 года

## Здания и сооружения

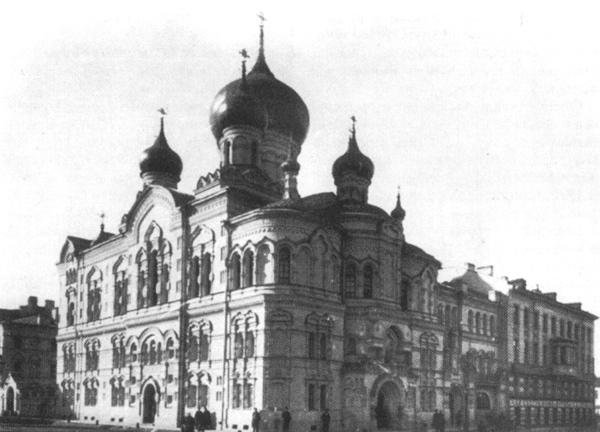
Церковь во имя Иверской иконы Божией Матери при подворье Ново-Афонского Симоно-Кананитского Пантелеймоновского монастыря на углу с Московским проспектом.
Фото 1900-х годов

- № 1 (угловой дом с Московским проспектом) — Церковь во имя Иверской иконы Божией Матери при подворье Ново-Афонского Симоно-Кананитского Пантелеймоновского монастыря[2]. Построенная в 1886—1888 годах по проекту архитектора Н. Н. Никонова, она была закрыта в 1930-м, а в 1934-м перестроена в «Фабрику игрушек» по проекту архитектора А. В. Сивкова[3].
- № 4 — Санкт-Петербургский государственный архитектурно-строительный университет.  7831053000
- № 8 (3-я Красноармейская ул., 7 / ул. Егорова, 5) — дом Общества дешёвых квартир для нуждающегося населения столицы, корпус по улице Егорова был построен в 1874 году по проекту Павла Мижуева. В 1882—1883 гг. были достроены корпуса по 2-й и 3-й Красноармейским улицам, архитекторы — Александр Красовский(?), В. Р. Курзанов(?)[4].
- № 10 — в доме жили артисты Кировского театра Святослав Кузнецов и Инна Зубковская.
- № 12 — манеж графа Георгия Рибопьера (Здание Санкт-Петербургского атлетического общества), построен в 1887 году архитектором А. А. Степановым, расширен в 1891 по проекту арх. М. С. Шуцмана[4].  781310007020005

## Транспорт
Ближайшая станция метро — Технологический институт.
На участке от улицы Егорова до Советского переулка существует троллейбусная линия, не используемая в регулярном движении.
Движение автотранспорта по улице одностороннее, в направлении от Московского к Измайловскому проспекту.